# 컨테이젼 (영화)
《컨테이젼》(Contagion)은 스티븐 소더버그가 감독을 맡은 2011년에 개봉한 의학 스릴러 영화이다. 마리옹 코티야르와 맷 데이먼, 로런스 피시번, 주드 로, 귀네스 펠트로, 케이트 윈슬렛, 제니퍼 일리등이 앙상블 캐스트 형식으로 출연했다. 컨테이전의 줄거리는 매개물에 의한 바이러스 전염의 전파가 알려지게 되고, 의학 연구자들과 공중 위생 부서원들은 그 질병의 정체와 구성을 알아내기 위해 노력을 하고, 범유행적으로 사회 질서가 붕괴되기까지 이르지만, 결국에는 바이러스를 멈출 수 있는 백신이 개발된다. 몇가지 흥미로운 줄거리 형식으로 전개되는 이 영화는 소더버그 영화의 특징이라고 할 수 있는 하이퍼링크 시네마 방식이 사용되었다.
소더버그와 각본가 스콧 Z. 번스는 《인포먼트》(2009년) 이후로 다시 합작을 하게 되었다. 영화 개봉에 앞서, 번스는 2003년 사스 범유행과 2009년 인플루엔자 범유행 같은 바이러스 사태에서 영감을 받은, 급속도로 전염이 빠른 바이러스를 다루는 의학 스릴러 제작에 대한 영감을 가지게 되었다. 이러한 유행병 사태에 대한 정확한 정보를 얻기 위해서, 번스는 W. 이언 립킨과 로렌스 브릴리언트 같은 세계 보건 기구의 대표들의 자문을 얻었다. 본 촬영은 2010년 9월 홍콩에서 시작했고, 이어서 2011년 2월까지 시카고, 애틀란타, 런던, 제네바, 샌프란시스코 등지에서 촬영을 하였다.
《컨테이젼》은 2011년 9월 3일 베네치아에서 열린 제68회 베네치아 국제 영화제에서 첫 상영회를 가졌다. 영화의 묘사와 배우들의 연기에 대해서 비평가들의 호평을 얻었다. 또한 과학자들에게서도 정확성에서 호평을 얻었다. 상업적인 측면에서도, 적절한 박스 오피스 성공을 거뒀다.

## 출연자
- 마리옹 코티아르 - 레오노라 오랑트 박사 역
- 맷 데이먼 - 토마스 엠호프 역
- 로렌스 피시번 - 엘리스 치버 박사 역
- 주드 로 - 앨런 크럼위드 역
- 기네스 팰트로 - 베스 엠호프 역
- 케이트 윈슬렛 - 에린 미어스 박사 역
- 브라이언 크랜스톤 - 라일 해거티 미국 위생 보건국 부대 소장 역
- 제니퍼 일리 - 앨리 헥스톨 박사 역
- 존 호크스 - 로저
- 산나 라단 - 오브리 치버가 역
- 엘리어트 굴드 - 이안 서스만 박사 역
- 디미트리 마틴 - 데이비드 아이젠 버그 박사 역
- 모니크 커넨 - 로레인 바스케스 역
- 애나 제이콥스헤론 - 조리 엠호프 역
- 친 한 - 손 펑 역
- 조시 호 - 리 파이의 여동생 역
- 엔리코 콜런토니 - 데니스 프렌치 역
- 암르 와케드 - 라피크 역
- 아민 로드 - 데미안 레오폴드 역
- 래리 클라크 - 데이브 역
- 토머스 코식
- 질리안 아메난테
- 스티븐 제임스 프라이스
- 댄 라덤
- 사랩 카무
- 데비 번스
- 듀크 크즐론카
- 닉 페린
- 토마스 W. 스튜어트
- 존 후게나커 - 라피크의 변호사 역
- 섀넌 에드워즈 - 마이클 기아니스 (미네소타 의료기관) 역
- 스티븐 롤프
- 조슈아 웨인스타인 - AMM 사원 2 역
- 진 브라이언트 - 리포터 1 역
- 킴버 클로슨 - 리포터 2 역
- 조슈아 롤린스 - 리포터 3 역
- 데이브 맥널티
- 후위 존슨 - 영안실 담당자 역
- 사라 클라반 - 인터뷰 3 역
- 디애너 마크스
- 로버트 G. 벨 - 존 닐 역
- 톰 맥엘로이
- 아흐메드 불레인 - 닥터 하디드 역
- 릭 웨커
- 에롤 설리맨
- 제이슨 배빈스키 - 떠는 남자 역
- 스테프 토바 - 해링턴 박사 역
- 우스만 앨리
- 수잔 랭 - ER 너스 역
- 크리스 D. 토머스 - Dr. 브래드 에인혼 역
- 웨인 트리몬트 킹
- 토니 리 그라츠
- 조나단 페신
- 서천우 - 리 파이 역
- 마이클 메이어슨 - 헤이즈 발리 레지던트 역
- 샌디 로그 - 의료 직원 역
- 밥 콜비
- 캐서린 킴 푼 - 간호사 역
- 게리 레벤스
- 헨리 루이스 애덤스 주니어
- 모라 안타스
- 토미 바틀렛
- 앤드류 비슨 - 보행자 역
- 잭 브로니스
- 쉬린 카이올라
- 켈리 카레빅
- 카브랜 E. 챔버레인
- 데이빗 코엔 - 뉴스 리포터 역
- 엔리코 콜라토니
- 제퍼리 데이비스
- 조 드비토
- 토니 도미노
- 로건 프라이
- 나단 게이스트
- 짐 하거
- 써스턴 힐
- 존 하인즈
- 러셀 허니웰
- 빌 이브라힘
- 알렉산더 카넬라코스
- 앤드류 R. 캐플런
- 돈 크레스
- 알 곽
- 베아 곽
- 마이크 리더
- 요하니 라이만
- 빌 럼버트
- 패터슨 린드키스트
- 마이클 A. 맥래
- 사무엘 미도우스
- 조시 마리아
- 스티브 미쿨라
- 로디스 나드레스
- 제이슨 네이즈완더
- 짐 니시엑키
- 알라 로이프만
- 월트 슬로안
- 그레고리 마셜 스미스
- 스콧 스탠글랜드
- 재뉴어리 스턴
- 존 투너
- 지오타 트레카스
- 러셀 웨이트
- 로저 위긴스
- 수잔 윌리엄스
- 사이먼 인
- 로버트 A. 영
- 브라이언 J. 오도넬
- 애나 자코비-헤론

## 수상
- 2011년 제68회 베니스국제영화제 후보 비경쟁부문
- 2011년 제44회 시체스영화제 후보 오피셜 판타스틱 파노라마 경쟁부문
- 2011년 제13회 리우 데 자네이루 국제영화제 후보 파노라마
- 2012년 제38회 새턴 어워즈 후보 최우수 호러, 스릴러상